# Districts d'Erevan

Les douze districts de la ville d'Erevan.

Les districts d'Erevan sont les subdivisions administratives de la ville d'Erevan, capitale de l'Arménie.
Au nombre de douze districts, chacun est dirigé par un responsable communautaire qui est élu. Par ailleurs chaque district est lui même subdivisé en quartiers non officiels. La superficie totale des douze districts, et donc de la ville, est de 223 km2,.

## Liste des districts
| District         | Arménien         | Population (2011) | Population (2016) | Superficie (km²) |
| ---------------- | ---------------- | ----------------- | ----------------- | ---------------- |
| Ajapnyak         | Աջափնյակ         | 108 282           | 109 100           | 25.82            |
| Arabkir          | Արաբկիր          | 117 704           | 115 800           | 13.29            |
| Avan             | Ավան             | 53 231            | 53 100            | 7.26             |
| Davtachen        | Դավթաշեն         | 42 380            | 42 500            | 6.47             |
| Erebouni         | Էրեբունի         | 123 092           | 126 500           | 47.49            |
| Kanaker-Zeytun   | Քանաքեռ-Զեյթուն  | 73 886            | 74 100            | 7.73             |
| Kentron          | Կենտրոն          | 125 453           | 125 70            | 13.35            |
| Malatia-Sebastia | Մալաթիա-Սեբաստիա | 132 900           | 135 900           | 25.16            |
| Nork-Marach      | Նորք-Մարաշ       | 12 049            | 11 800            | 4.76             |
| Nor Nork         | Նոր Նորք         | 126 065           | 130 300           | 14.11            |
| Noubarachen      | Նուբարաշեն       | 9 561             | 9 800             | 17.24            |
| Chengavit        | Շենգավիթ         | 135 535           | 139 100           | 40.6             |